# 2015年东南亚运动会赛艇比赛
2015年东南亚运动会赛艇比赛于2015年6月11日至6月14日在新加坡Marina Channel举行。

## 参赛国家
- 印度尼西亚（32）
- 马来西亚（12）
- 缅甸（40）
- 菲律宾（7）
- 印度尼西亚（24）
- 泰国（37）
- 越南（21）

## 奖牌得主

### 男子
| 项目           | 金牌                          | 银牌                           | 铜牌                           |
| 个人500米      | Memo · 印度尼西亚（INA）      | Min Aung Ko · 缅甸（MYA）      | Prem Nampratueng · 泰国（THA） |
| 个人1000米     | Memo · 印度尼西亚（INA）      | Nestor Cordova · 菲律宾（PHI） | Min Aung Ko · 缅甸（MYA）      |
| 个人轻划500米  | Nguyễn Văn Linh · 越南（VIE） | Ardi Isadi · 印度尼西亚（INA） | Jaruwat Saensuk · 泰国（THA）  |
| 个人轻划1000米 | Nguyễn Văn Linh · 越南（VIE） | Jaruwat Saensuk · 泰国（THA）  | Ardi Isadi · 印度尼西亚（INA） |
| 双人轻划500米  | 泰国（THA）                   | 越南（VIE）                    | 印度尼西亚（INA）              |
| 双人轻划1000米 | 印度尼西亚（INA）             | 越南（VIE）                    | 菲律宾（PHI）                  |
| 4人轻划500米   | 印度尼西亚（INA）             | 越南（VIE）                    | 缅甸（MYA）                    |
| 4人轻划1000米  | 印度尼西亚（INA）             | 新加坡（SIN）                  | 越南（VIE）                    |
| 双人500米      | 越南（VIE）                   | 印度尼西亚（INA）              | 缅甸（MYA）                    |
| 双人1000米     | 印度尼西亚（INA）             | 越南（VIE）                    | 马来西亚（MAS）                |
| 8人1000米      | 印度尼西亚（INA）             | 泰国（THA）                    | 缅甸（MYA）                    |

### 女子
| 项目           | 金牌                                        | 银牌                                        | 铜牌                                           |
| 个人轻划500米  | Maryam Makdalena Daimoi · 印度尼西亚（INA） | Phuttaraksa Neegree · 泰国（THA）           | Sayidah Aisyah Mohamed Rafa'ee · 新加坡（SIN） |
| 个人轻划1000米 | Phuttaraksa Neegree · 泰国（THA）           | Maryam Makdalena Daimoi · 印度尼西亚（INA） | Sayidah Aisyah Mohamed Rafa'ee · 新加坡（SIN） |
| 双人轻划500米  | 越南（VIE）                                 | 缅甸（MYA）                                 | 印度尼西亚（INA）                              |
| 双人轻划1000米 | 越南（VIE）                                 | 泰国（THA）                                 | 印度尼西亚（INA）                              |
| 4人轻划1000米  | 越南（VIE）                                 | 印度尼西亚（INA）                           | 泰国（THA）                                    |
| 双人500米      | 越南（VIE）                                 | 印度尼西亚（INA）                           | 缅甸（MYA）                                    |
| 双人1000米     | 越南（VIE）                                 | 印度尼西亚（INA）                           | 新加坡（SIN）                                  |

## 奖牌榜
东道主
| 排名 | 国家／地区        | 金牌 | 银牌 | 铜牌 | 總數 |
| ---- | ----------------- | ---- | ---- | ---- | ---- |
| 1    | 印度尼西亚（INA） | 8    | 6    | 4    | 18   |
| 2    | 越南（VIE）       | 8    | 4    | 1    | 13   |
| 3    | 泰国（THA）       | 2    | 4    | 3    | 9    |
| 4    | 缅甸（MYA）       | 0    | 2    | 5    | 7    |
| 5    | 新加坡（SIN）     | 0    | 1    | 3    | 4    |
| 6    | 菲律宾（PHI）     | 0    | 1    | 1    | 2    |
| 7    | 马来西亚（MAS）   | 0    | 0    | 1    | 1    |
| 总数 | 总数              | 18   | 18   | 18   | 54   |